# ويلهلم برينكمان
ويلهلم برينكمان (بالألمانية: Wilhelm Brinkmann)‏ (و. 1910 – 1991 م) هو لاعب كرة يد، من ألمانيا، ولد في أوبرهاوزن، شارك في ألعاب أولمبية صيفية 1936، توفي في دوسلدورف، عن عمر يناهز 81 عاماً.

## روابط خارجية
- ويلهلم برينكمان على موقع أوليمبيديا (الإنجليزية)